# Temzit
 (mars 2008).
Si vous disposez d'ouvrages ou d'articles de référence ou si vous connaissez des sites web de qualité traitant du thème abordé ici, merci de compléter l'article en donnant les références utiles à sa vérifiabilité et en les liant à la section « Notes et références ».
Toutes les ramifications de Temzit, dit Ibn-Sahec et ceux de son école, sortent de la souche de Beni Faten, fils de Temzit.
On leur accorde spécialement le titre d'enfants de Dari, à l'exclusion des familles descendues de Yahya fils de Dari. Les branches des Temtit sont: les Matmata, les Satfoura, appelés aussi les Koumia, les Lemaia, les Matghera, les Sadina, Les Maghtla, lee Yelzouza, les Kechana [ou Kechata] , les Douna, et les Mediouna ; tous enfants de Faten, fils de Temzit, fils de Dari.
Les Daria, descendants de Dari, fils de Zahhik fils de Madhgis-elabter, forment ensemble deux grandes familles : les enfants de Temzit, fils de Dari. et ceux de Yahya, fils de Dari.